# Chantal d'Orléans
Chantal d'Orléans,  - de son nom de naissance Jeanne-Chantal Alice Clotilde Marie d'Orléans - née le 9 janvier 1946 à Pampelune, est un membre de la maison d'Orléans, elle est la fille (et l'avant-dernière enfant) d'Henri d'Orléans (1908-1999), comte de Paris, prétendant orléaniste au trône de France, et d'Isabelle d'Orléans-Bragance (1911-2003). Elle s'illustre en tant qu'artiste peintre.

## Activités
Chantal d'Orléans a exposé depuis 2001 dans 12 lieux différents, et ses toiles font partie d'un grand nombre de collections privées tant en France qu'à l'étranger,. Elle est également membre de la Fondation du Rein.  

## Biographie
Après avoir été ondoyée lors de sa naissance, elle est baptisée à l'église Saint-Nicolas de Pampelune le 21 janvier 1946, jour anniversaire de la mort du roi Louis XVI, recevant comme parrain Alphonse de Bourbon-Siciles (1901-1964), infant d'Espagne, duc de Calabre, prétendant au trône des Deux-Siciles, et son épouse, la princesse Alice de Bourbon-Parme (1917-2017), respectivement représentés par Tomás Domínguez Arévalo comte de Rodezno et par la comtesse de Guendulain,.
En 1951, Chantal d'Orléans est d'abord scolarisée à Lisbonne, puis à La Providence à Eu, avant d'étudier, en 1953, au manoir du Cœur-Volant à Louveciennes auprès d'un précepteur. Ensuite, elle est élève dans une école de la rue Saint-Dominique à Paris, dans le 7e arrondissement, avant d'achever ses études au pensionnat de Gouvieux.  
Le 14 juin 1965, elle porte sur les fonts baptismaux, son neveu, le prince Jean d'Orléans, comte de Paris, depuis 2019 prétendant orléaniste au trône de France.
Après son mariage, en 1972, avec le baron François-Xavier de Sambucy de Sorgue, elle s'établit dans un appartement à Neuilly-sur-Seine, puis s'installe aux États-Unis, près de New York avec son mari - muté pour raisons professionnelles - et ses enfants de 1981 à 1985 avant de revenir en France.
Ce séjour américain lui permet de développer chez Tiffany la reproduction des services de table du roi Louis-Philippe. En 2012, elle expose ses œuvres peintes au couteau à Paris.

## Mariage et descendance
Après des fiançailles conclues en février 1971, Chantal d'Orléans épouse le 28 juillet 1972 en la chapelle royale de Dreux, le baron François-Xavier Claude Marie de Sambucy de Sorgue, ingénieur en informatique, né le 20 août 1943 à Arles, troisième fils, et dernier des quatre enfants du baron Louis de Sambucy de Sorgue (1893-1989), et de son épouse, Charlotte de Queylar (1899-1996). Ils ont trois enfants :
- le baron Axel Henri Louis Valdemar Blaise Casimir Marie de Sambucy de Sorgue, né le 4 juillet 1976 à Suresnes[14]. Il épouse le 7 juin 2014, en l'église des Saints-Martyrs de Marrakech[15], Charlotte Paul-Reynaud (née en 1979), petite-fille de l'homme politique Paul Reynaud. Ils ont ensemble deux enfants : 
  - Augustine de Sambucy de Sorgue (née le 26 janvier 2015 à Paris)[16], filleule de l’ingénieur Antoine Belleville, descendant d’Edmond Bartissol ;
  - le baron Valdemar de Sambucy de Sorgue (né le 14 juillet 2016), filleul du grand-duc Georges Mikhaïlovitch de Russie[17] ;
- le baron Alexandre Charles Jacques David François-Xavier Marie de Sambucy de Sorgue, né le 26 mars 1978 à Suresnes[18]. Il épouse le 8 juillet 2006, en l'abbaye de Montmajour, près d'Arles, Anne-Cécile Berteau (née en 1979)[19] et ont ensemble quatre enfants[20] : 
  - le baron Côme de Sambucy de Sorgue (né le 21 septembre 2008) ;
  - Sixtine de Sambucy de Sorgue (2010-2010) ;
  - Victoire de Sambucy de Sorgue (née le 2 mai 2011) ;
  - Isoline de Sambucy de Sorgue (née le 27 juillet 2013)[21] ;
- Kildine Isabelle Marie-Charlotte Clémentine Ingrid Chantal de Sambucy de Sorgue, née le 5 mai 1979 à Suresnes[22]. Elle épouse le 3 juin 2006 à Paris Antoine Stevenson (né en 1982), et ont ensemble neuf enfants : 
  - Jean Stevenson (né le 9 septembre 2007) ;
  - Sarah Stevenson (née le 13 novembre 2008)[23] ;
  - Eulalie Stevenson (née le 23 avril 2010)[24] ;
  - Louis Stevenson (né le 13 octobre 2011)[25] ;
  - Anne Stevenson (née le 1er avril 2013)[26] ;
  - Gabrielle Stevenson (née le 5 octobre 2014)[27] ;
  - Salomé Stevenson (née le 4 juin 2016)[28] ;
  - Dominique Stevenson (né le 19 septembre 2018)[29] ;
  - Pia Stevenson (née le 19 avril 2022)[30].

## Titulature et honneur

### Titulature
Les titres portés actuellement par les membres de la maison d'Orléans n'ont pas d'existence juridique en France et sont considérés comme des titres de courtoisie. Ils sont attribués par le chef de maison.
- 9 janvier 1946 - 28 juillet 1972 : Son Altesse Royale la princesse Chantal d'Orléans (naissance) ;
- depuis le 28 juillet 1972 : baronne François-Xavier de Sambucy de Sorgue (mariage).

### Honneur
- Membre honoraire de l’Académie russe des Beaux-Arts (2011[11]).

## Publication
- Chantal de France, Princesse et citoyenne, Paris, Éditions Jean-Claude Lattès, 1994, 246 p. (ISBN 978-2-70961-293-7).